# Liste des sénateurs des Établissements français de l'Inde
Cet article présente une liste des sénateurs élus dans les Établissements français de l'Inde.
| Début de mandat  | Fin de mandat     | Nom                             | Notes                                                |
| ---------------- | ----------------- | ------------------------------- | ---------------------------------------------------- |
| 26 mars 1876     | 7 janvier 1882    | Pierre Desbassayns de Richemont | Non réélu en 1882.                                   |
| 30 avril 1882    | 10 janvier 1891   | Jacques Hébrard                 | Non réélu en 1891.                                   |
| 11 janvier 1891  | 2 janvier 1909    | Jules Godin                     | Réélu le 28 janvier 1900, non réélu en 1909.         |
| 3 janvier 1909   | 20 septembre 1922 | Étienne Flandin                 | Réélu le 11 janvier 1920, décédé en cours de mandat. |
| 17 décembre 1922 | 17 janvier 1924   | Henri Gaebelé                   | Démissionnaire.                                      |
| 9 mars 1924      | 10 septembre 1928 | Paul Bluysen                    | Réélu le 6 janvier 1927, décédé en cours de mandat.  |
| 9 décembre 1928  | 31 décembre 1944  | Eugène Le Moignic               | Réélu le 14 janvier 1936.                            |
| 26 janvier 1947  | 7 novembre 1948   | Caïlacha Subbiah                | Non candidat en 1948.                                |
| 26 janvier 1947  | 19 juin 1955      | Maurice Paquirissamy-Poullé     | Réélu le 19 décembre 1948, siège supprimé en 1955.   |